# Монтгомері (округ, Джорджія)
Шаблон:StateAbbr_ 32°10′ пн. ш. 82°32′ зх. д. / 32.17° пн. ш. 82.53° зх. д.
Округ Монтгомері (англ. Montgomery County) — округ (графство) у штаті Джорджія, США. Ідентифікатор округу 13209.

## Історія
Округ утворений 1823 року.

## Демографія
За даними перепису
2000 року
загальне населення округу становило 8270 осіб, зокрема міського населення було 124, а сільського — 8146.
Серед мешканців округу чоловіків було 4237, а жінок — 4033. В окрузі було 2919 домогосподарств, 2063 родин, які мешкали в 3492 будинках.
Середній розмір родини становив 3,08.
Віковий розподіл населення поданий у таблиці:
| Стать    | До 15 років | 15-21 | 22-29 | 30-39 | 40-49 | 50-65 | 65-85 | Понад 85 |
| -------- | ----------- | ----- | ----- | ----- | ----- | ----- | ----- | -------- |
| Чоловіки | 876         | 537   | 590   | 666   | 619   | 584   | 340   | 25       |
| Жінки    | 838         | 475   | 411   | 584   | 547   | 666   | 453   | 59       |

## Суміжні округи
- Тройтлен — північ
- Тумс — схід
- Джефф-Девіс — південь
- Вілер — захід

## Виноски
1. ↑  U.S. Decennial Census. United States Census Bureau. Архів оригіналу за 19 липня 2018. Процитовано 24 червня 2014.
2. ↑  Historical Census Browser. University of Virginia Library. Архів оригіналу за 11 серпня 2012. Процитовано 24 червня 2014.
3. ↑  Population of Counties by Decennial Census: 1900 to 1990. United States Census Bureau. Архів оригіналу за 2 лютого 2019. Процитовано 24 червня 2014.
4. ↑  Census 2000 PHC-T-4. Ranking Tables for Counties: 1990 and 2000 (PDF). United States Census Bureau. Архів оригіналу (PDF) за 18 грудня 2014. Процитовано 24 червня 2014.
5. ↑  State & County QuickFacts. United States Census Bureau. Архів оригіналу за 7 червня 2011. Процитовано 24 червня 2014.(англ.) Наведено за англійською вікіпедією.
6. ↑  American FactFinder. Бюро перепису населення США. Архів оригіналу за 26 лютого 2012. Процитовано 31 січня 2008.

| США | Це незавершена стаття з географії США. Ви можете допомогти проєкту, виправивши або дописавши її. |